# Ulvshalen
Ulvshalen är en sjö i Karlshamns kommun i Blekinge och ingår i Mörrumsåns huvudavrinningsområde. Sjön är 3,7 meter djup, har en yta på 0,0441 kvadratkilometer och befinner sig 107 meter över havet.